# Sophie Le Tellier
Pour les articles homonymes, voir Le Tellier.
Ne doit pas être confondu avec Sophie Tellier.
Sophie Le Tellier est une actrice française.

## Biographie
Au cinéma, elle a joué des rôles secondaires dans des films comme La Planque d'Akim Isker, L'Auberge espagnole de Cédric Klapisch, Rue des plaisirs de Patrice Leconte et Les Truffes de Bernard Nauer, ainsi qu'à une quinzaine de téléfilms et de nombreuses séries télévisées dont Les Petits Meurtres d'Agatha Christie, La Loi selon Bartoli, 5sur5, Groupe flag et Faites comme chez vous !.
Elle a aussi joué au théâtre dans une vingtaine de pièces.
En 2009, elle joue dans la pièce Échauffements climatiques de Sylvie Audcoeur et Olivier Yéni au Théâtre Fontaine. Elle joue également dans la série Caméra Café 2.
Elle joue aussi pour Soyons déraisonnable, une série conçue par Sören Prévost.
En 2010, elle joue la greffière du juge d'instruction dans la série La Loi selon Bartoli.
Elle a tourné dans la série de France 2 Mes chers disparus diffusée entre décembre 2014 et décembre 2015, où elle tient le rôle principal.
En 2015, elle apparaît dans la série télévisée Léo Matteï, Brigade des mineurs, saison 3, diffusée sur TF1.
Fin août 2021, elle intègre la distribution du feuilleton sur France 2, Un si grand soleil, dans lequel elle interprète le rôle d'Hélène.

## Filmographie

### Cinéma
- 2002 : L'Auberge espagnole de Cédric Klapisch (non créditée)
- 2009 : Je ne vous oublierai jamais de Pascal Kané
- 2011 : La Planque d'Akim Isker : la mariée
- 2015 : Un peu, beaucoup, aveuglément de Clovis Cornillac : la mère de Juliette
- 2017 : À deux heures de Paris de Virginie Verrier
- 2021 : Un tour chez ma fille d'Eric Lavaine : Sylvie
- 2021 : Une mère de Sylvie Audcoeur

### Télévision
- 2003 : L'Année de mes sept ans d'Irène Jouannet
- 2005 : Faites comme chez vous !, série de 24 épisodes : Babette Le Goff
- 2005 : Julie Lescaut, épisode Mission spéciale réalisé par Bernard Uzan : Florence
- 2007 : Les Camarades de François Luciani
- 2010 - 2011 : La Nouvelle Maud de Bernard Malaterre
- 2010 - 2011 : La Loi selon Bartoli de Laurence Katrian
- 2011 : Dix jours pour s'aimer de Christophe Douchand
- 2012 : Les Petits Meurtres d'Agatha Christie saison 1, épisode Un meurtre en sommeil : Mylène Legrand
- 2012 : Des soucis et des hommes, série de Christophe Barraud
- 2012 : Ce monde est fou de Badreddine Mokrani
- 2014 : Résistance, série de David Delrieux et Miguel Courtois
- 2014 - 2015 : Mes Chers Disparus de Stéphane Kappes - série en 6 épisodes (rôle principal)
- 2015 : Les Blessures de l'île, téléfilm d'Edwin Baily
- 2015 : Pacte sacré de Marion Sarraut
- 2016 : Candice Renoir, épisode Il faut que jeunesse se passe réalisé par Sylvie Ayme : Clémence Pages
- 2016 : Les Beaux Malaises d' Éric Lavaine
- 2018 - en cours : Alexandra Ehle, créée par Elsa Marpeau : Ludivine Moret
- 2019 : On va s'aimer un peu, beaucoup... (saison 2)
- 2019 : Double Je de Laurent Dussaux et Akim Isker
- 2019 : Tropiques criminels de Stéphane Kappes
- 2021 - en cours : Un si grand soleil : Hélène
- 2022 : En plein cœur de Bruno Garcia : Carole Lebret
- 2022 : Le Voyageur, épisode Le Roi nu : Claudia
- 2022 : Vise le cœur de Vincent Jamain : Laetitia Duclos
- 2024 : Les Petits Meurtres d'Agatha Christie saison 3, épisode Mortel karma : Nadine Saubot
- 2024 : Marianne saison 2, épisode 3 Courage et dévouement : Commandante Lamarre
- 2024 : Père Noël à domicile de Manu Joucla : Femme d'Arnaud
- 2024 : César Wagner d'Émilie et Sarah Barbault (épisode 10, « Les raisins de la Koehler ») : Sophie
- 2025 : Monsieur de Méliane Marcaggi : Madame Salors
- 2025 : À l'instinct (épisode En eaux profondes) : Commandante Delcourt

### Internet
- 2008 : Putain de série ! : Sofia

## Théâtre
- 2017 : La Garçonnière de Billy Wilder et I.A.L. Diamond, mise en scène José Paul,   Théâtre de Paris